# Kleine Lummersbach bei Cyriaxweimar
Das Naturschutzgebiet (NSG) und FFH-Gebiet Kleine Lummersbach bei Cyriaxweimar liegt auf dem Gebiet der Kreisstadt Marburg im Landkreis Marburg-Biedenkopf in Hessen.
Das etwa 138 ha große Gebiet erstreckt sich südwestlich der Kernstadt Marburg und liegt zwischen den Ortslagen von Cyriaxweimar, Haddamshausen und Hermershausen. Es wird nach Norden hin von der Kreisstraße K 68 und nach Südosten von der K 69 begrenzt.

## Geschichte
Teile des Gebiets der Lummersbach wurden seit Beginn des 20. Jahrhunderts vom deutschen und französischen Militär als Übungsgebiet genutzt. Durch das regelmäßige Befahren mit schweren Ketten- und Radfahrzeugen entstand hier im Laufe der Zeit ein unerwartet wertvoller, natürlicherweise kaum noch vorkommender Lebensraum. Tiefe Fahrspuren ließen kleine Gewässer entstehen, während andere Bereiche weitgehend unberührt blieben. Die Laubwälder konnten sich nahezu frei von forstlichen Eingriffen entwickeln. Anfang der 1990er Jahre wurde die militärische Nutzung hier eingestellt. 1997 wurde das Gelände als Naturschutzgebiet ausgewiesen, um die besonderen Lebensräume und ihre Bewohner dauerhaft zu schützen. Seit 2008 ist das Gebiet zusätzlich auch ein Fauna-Flora-Habitat (FFH) im europäischen Schutzgebietsnetz Natura 2000.

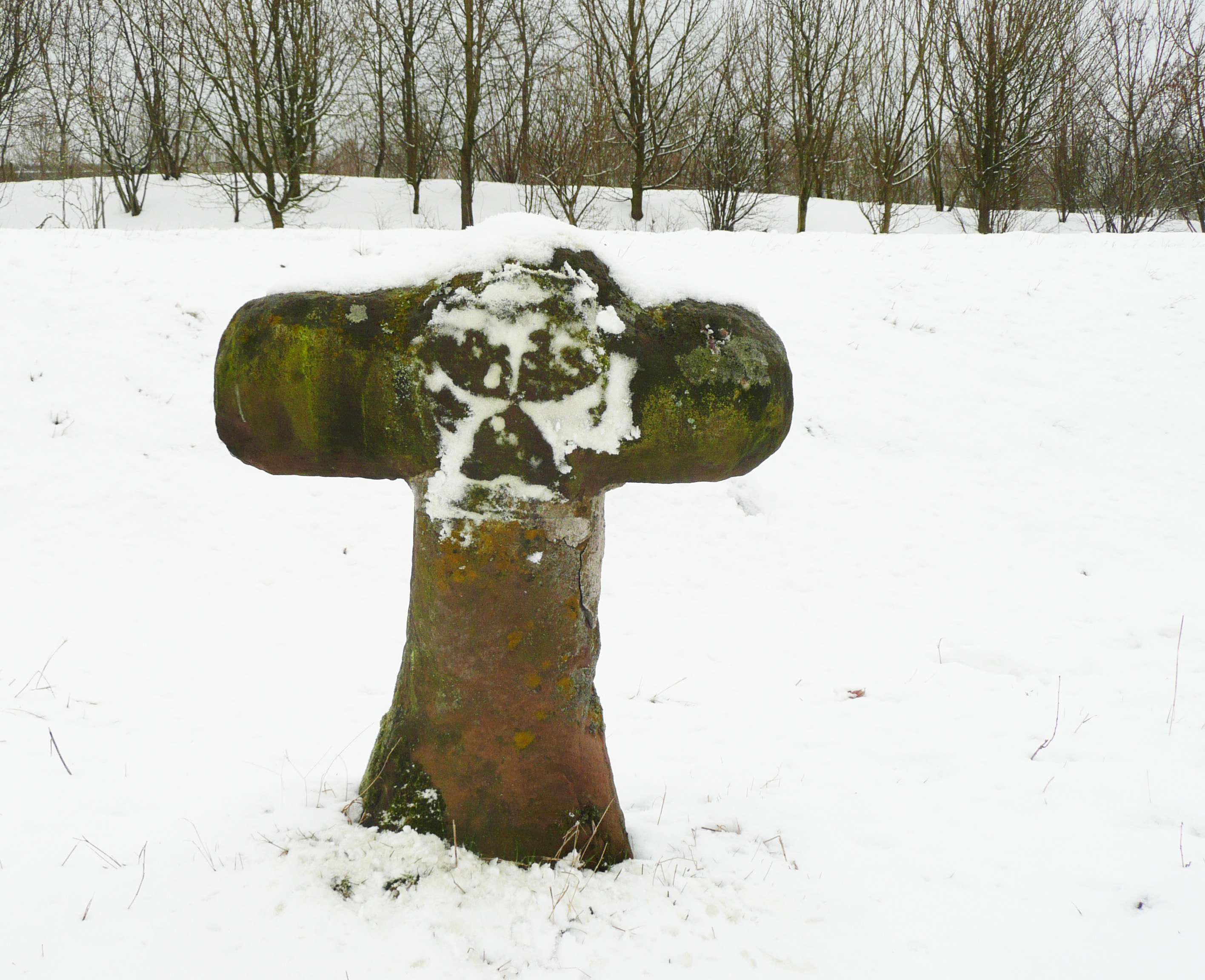
Steinernes Kreuz (2013)

Am südöstlichen Rand des Schutzgebietes an der K 69 steht ein Sandsteinkreuz aus dem 14. Jahrhundert, von dem der Flurname 'DER STEINERNE KREUZ ACKER' herrührt und das heute als Kulturdenkmal geschützt ist. Das spätmittelalterliche Sühnekreuz wurde 1962 von einem Panzer umgefahren und zerbrochen. Es verlor dabei den obersten Teil seines Kreuzbalkens und wurde später am Straßenrand wieder aufgestellt. Auf einer Seite befindet sich ein stark abgewittertes Wappenschild mit drei herzförmigen Blättern, deren Spitzen in der Mitte zusammenstoßen, ähnlich dem derer von Dernbach.

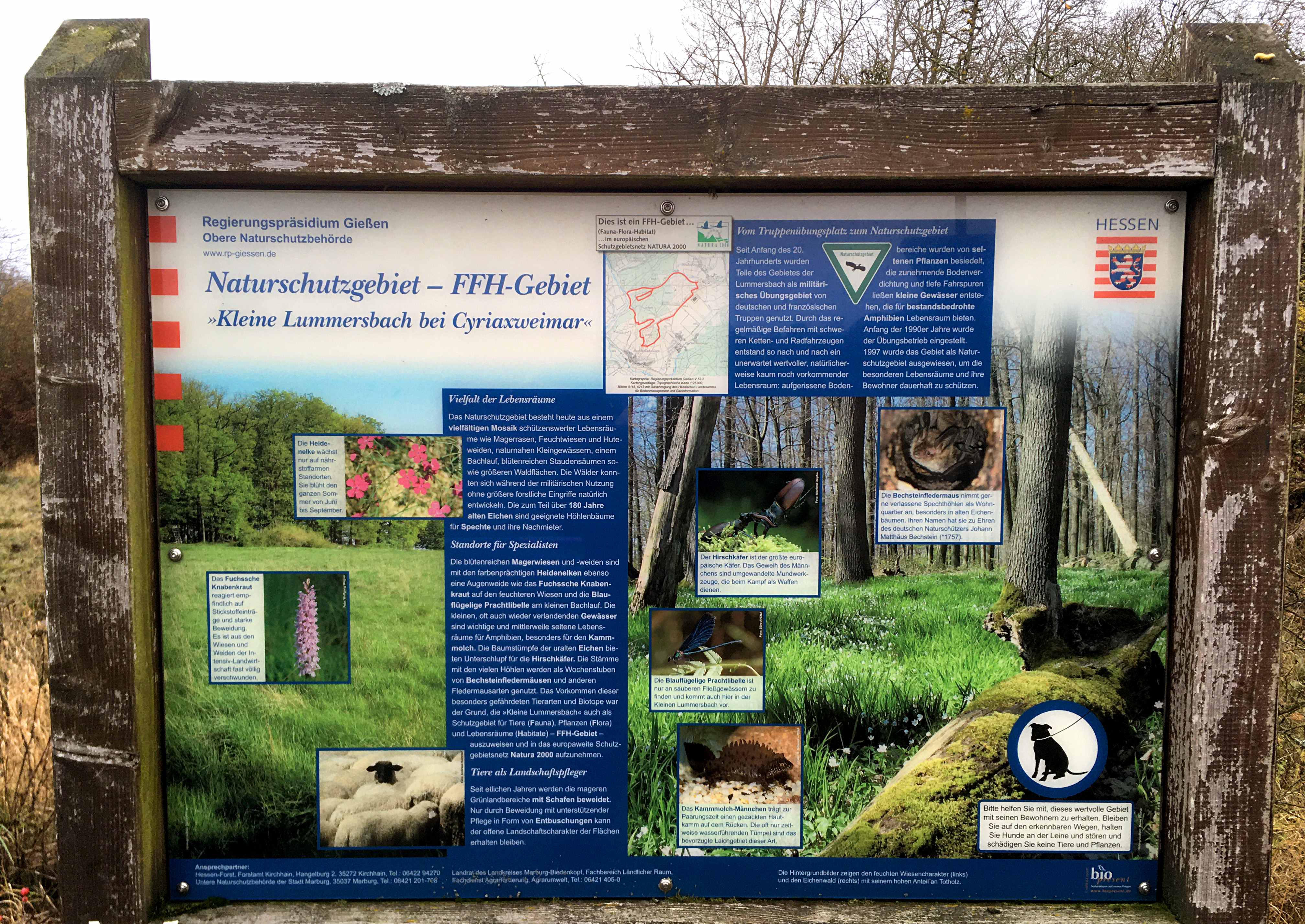
Infotafel zum FFH-Gebiet

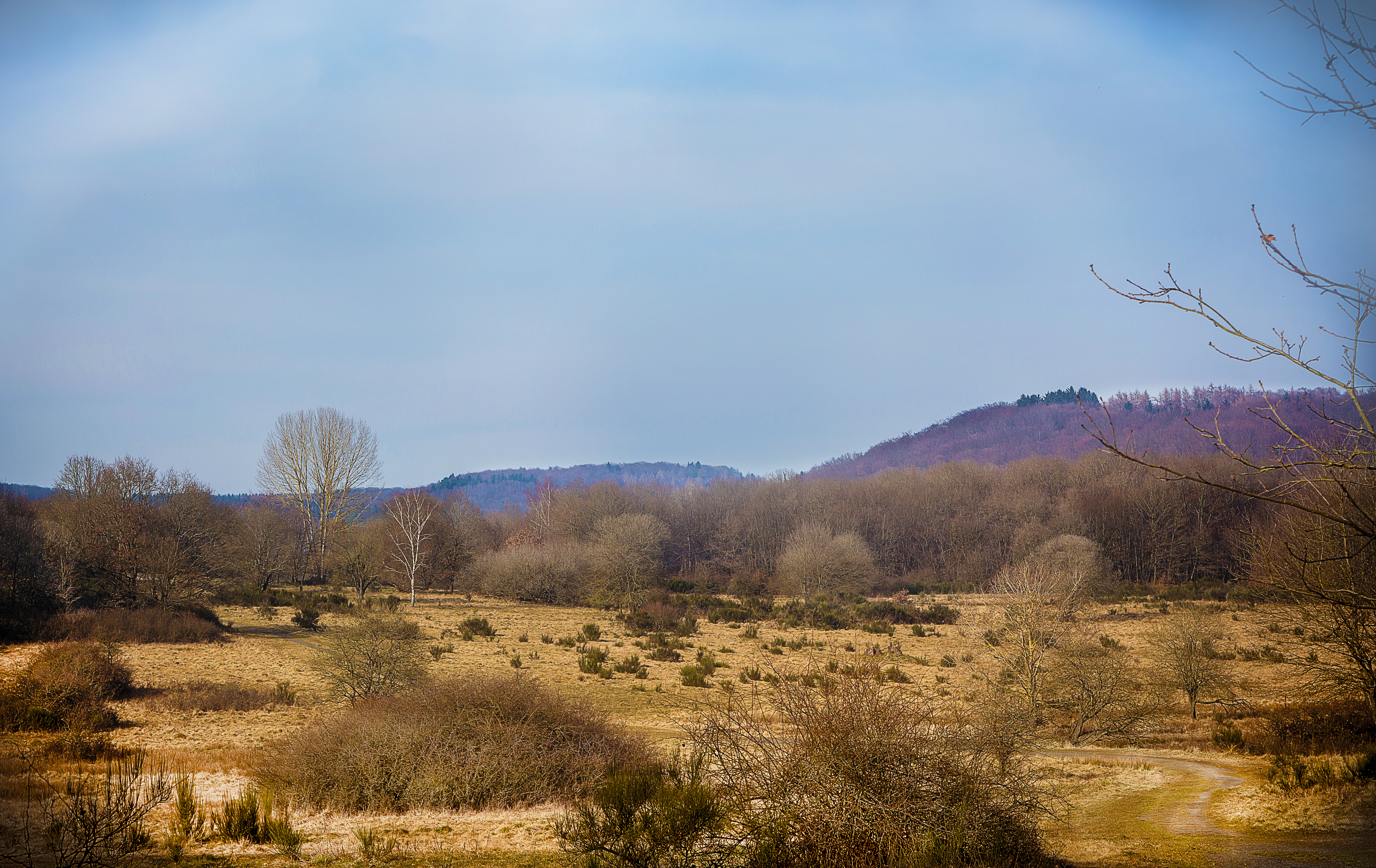
Freiflächen im Nordosten

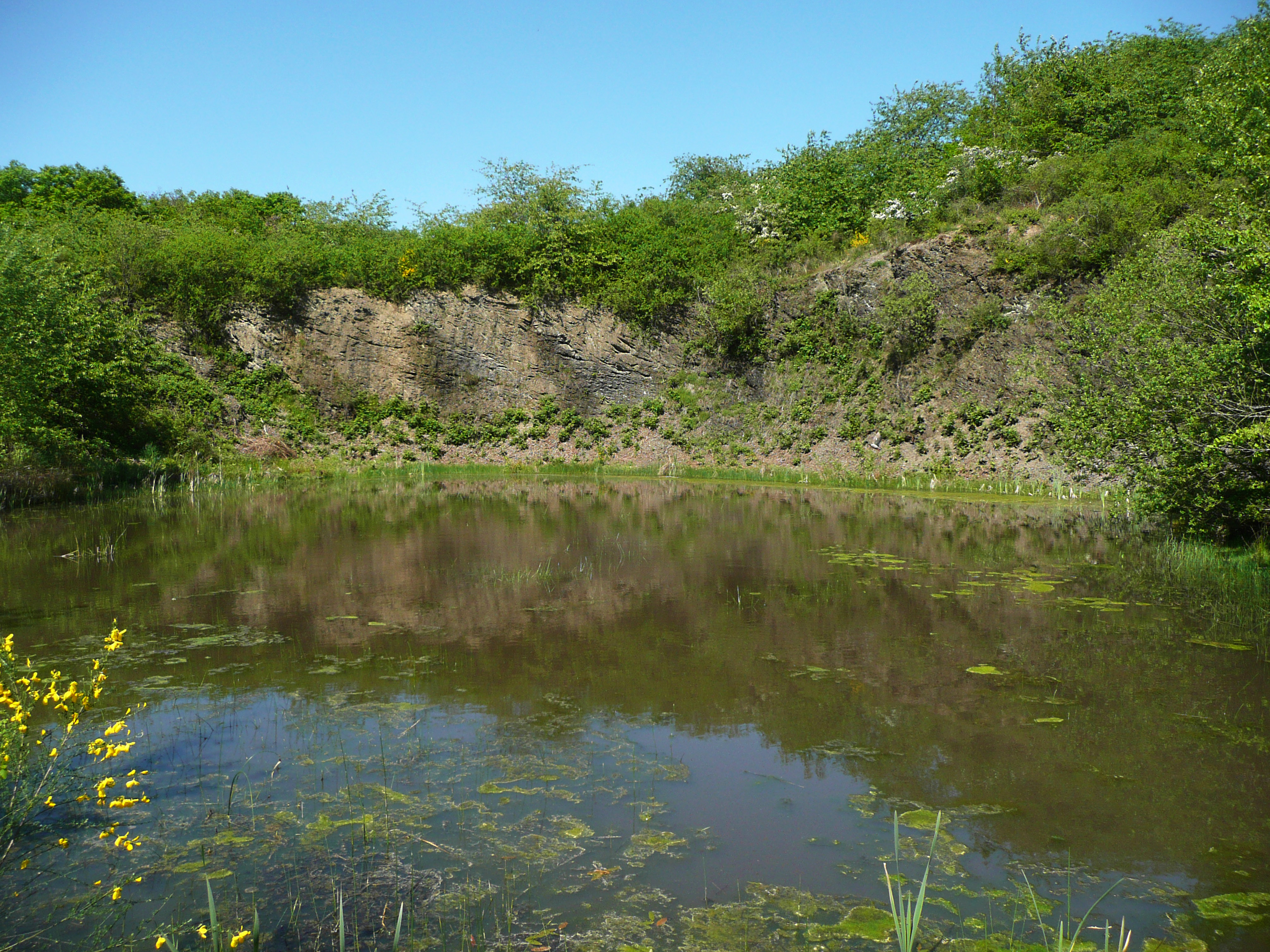
Steinbruch bei Haddamshausen (Mai 2014)

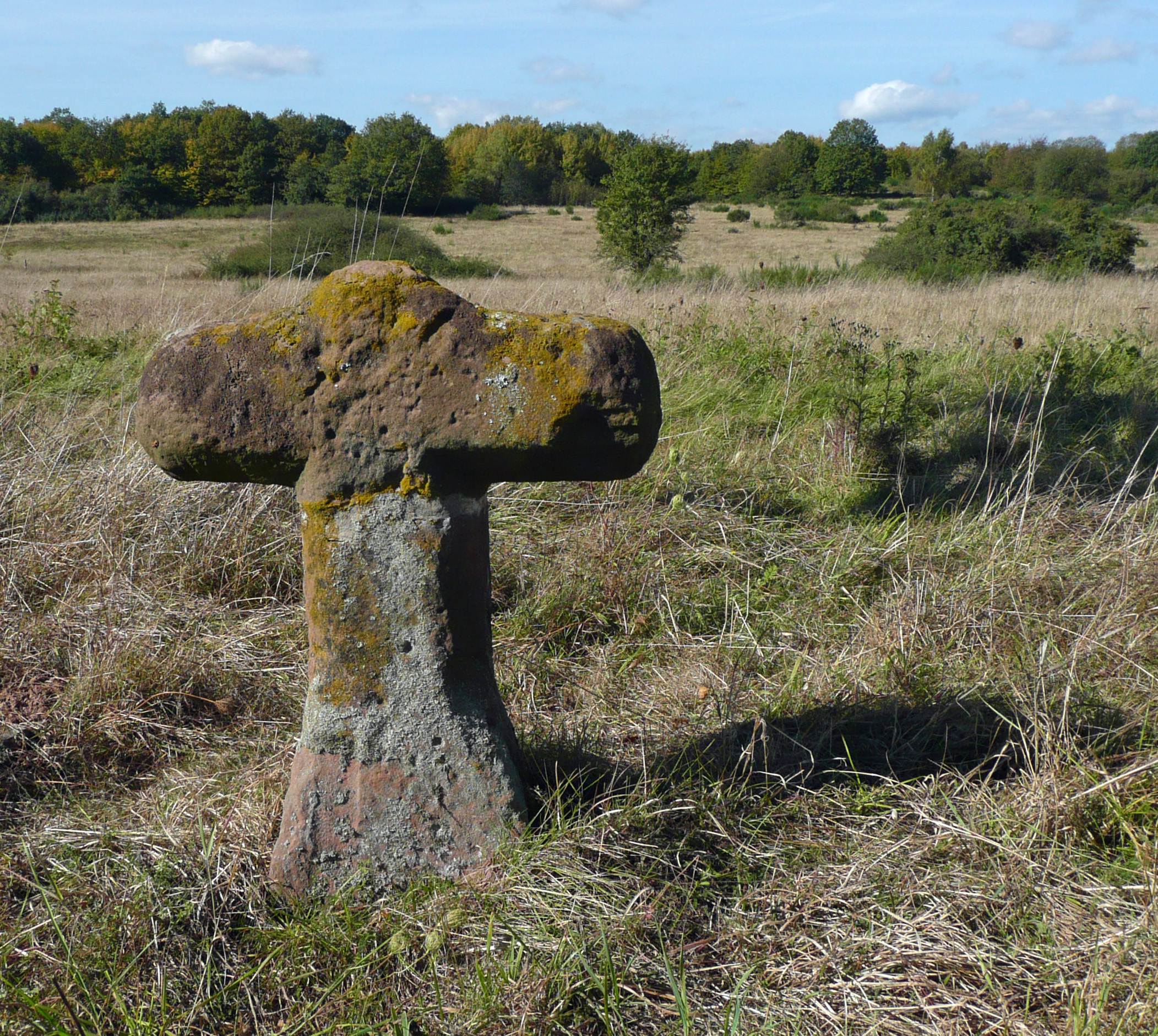
Spätmittelalterliches Steinkreuz

## Beschreibung
Durch die militärische Nutzung hat sich ein Mosaik aus unterschiedlichen Lebensräumen für eine Vielzahl von Tier- und Pflanzenarten entwickelt. Das Biotop besteht aus Laub- und Mischwäldern, Gebüschen, Feuchtbereichen, Wiesen, Magerrasen, Kleingewässern, sowie einem ehemaligen kleinen Steinbruch. Der größte Teil des Gebietes wird von Laubmischwald eingenommen. Im Nordwesten weist dieser einen hohen Anteil an Traubeneichen auf, die Mitte des 19. Jahrhunderts u. a. zur Gewinnung von Bauholz für Fachwerkhäuser gepflanzt wurden. Diese alten Bestände bieten heute z. B. der seltenen Bechsteinfledermaus optimale Lebensraumbedingungen. Ein etwa 100-jähriger Hainsimsen-Buchenwald bietet mit seiner lückigen Bodenvegetation einer anderen Fledermausart, dem Großen Mausohr, ein ausgezeichnetes Jagdhabitat.
Die offenen Flächen im Nordosten des Gebietes wurden vor der militärischen Nutzung als Ackerland oder als Huteflächen für Schafe genutzt. Die  Schafbeweidung wurde zum Erhalt der Offenlandstrukturen wieder aufgenommen. Durch diese Nutzungsform konnte eine Vielzahl unterschiedlicher Grünlandstrukturen erhalten werden, die wiederum vielen Insektenarten, wie Schmetterlingen, spezielle Lebensräume bieten. Über das Gebiet verteilt gibt es mehrere kleinere und größere Tümpel, die durch die Befahrung mit Panzern entstanden sind, in jüngerer Zeit aber auch gezielt im Zuge von Naturschutzmaßnahmen angelegt wurden. Auf Grund dieses Angebotes an offenen Wasserflächen kommen zahlreiche Amphibienarten vor, darunter der streng geschützte Kammmolch. 
Das Schutzgebiet ist von einem Wegenetz durchzogen und lädt zu Spaziergängen ein. Das Gebiet ist von der K 69 aus gut zu erreichen. Ein Zugang befindet sich gegenüber der Kompostierungsanlage nahe der ehemaligen Panzerwaschanlage, dort wo sich auch die Einfahrt 1._Deutsches_Polizeioldtimer-Museum befindet, ein weiterer etwa 750 m weiter in Richtung Cyriaxweimar.